# (6206) Corradolamberti
(6206) Corradolamberti (1985 TB1) – planetoida z grupy pasa głównego asteroid okrążająca Słońce w ciągu 4,76 lat w średniej odległości 2,83 j.a. Odkryta 15 października 1985 roku.